# Нова Дзежонжня
Нова Дзежонжня (пол. Nowa Dzierzążnia) — село в Польщі, у гміні Дзежонжня Плонського повіту Мазовецького воєводства.
Населення — 169 осіб (2011).
У 1975-1998 роках село належало до Цехановського воєводства.

## Демографія
Демографічна структура станом на 31 березня 2011 року:
|          | Загалом | Допрацездатний вік | Працездатний вік | Постпрацездатний вік |
| -------- | ------- | ------------------ | ---------------- | -------------------- |
| Чоловіки | 86      | 22                 | 53               | 11                   |
| Жінки    | 83      | 12                 | 44               | 27                   |
| Разом    | 169     | 34                 | 97               | 38                   |